# Konichalcit
Konichalcit bzw. Conichalcit, gelegentlich auch unter seinem veralteten Namen Higginsit bekannt, ist ein eher selten vorkommendes Mineral aus der Mineralklasse der „Phosphate, Arsenate und Vanadate“. Es kristallisiert im orthorhombischen Kristallsystem mit der chemischen Zusammensetzung CaCu[OH|AsO4] und entwickelt meist kurze, prismatische Kristalle, aber auch traubige, radialstrahlige oder massige Aggregate, sowie Krusten in gelbgrüner bis smaragdgrüner, selten auch blaugrüner Farbe.

## Etymologie und Geschichte
Bereits einige Jahre vor seiner Bestimmung wurde das fälschlich als Malachit etikettierte Mineral aus „Hinojosa de Cordova en Andalucia“ (heute Hinojosa del Duque, Provinz Córdoba, Andalusien) in der Sammlung der Freiberger Akademie aufbewahrt. August Breithaupt vermutete jedoch, dass es sich hierbei um eine bisher unbekannte Mineralart handelte und übergab die Probe 1849 F. W. Fritzsche zur Analyse. Dieser ermittelte für das Mineral die nötige Zusammensetzung von je sechs Teilen Kupferoxyd (31,58 %) und Kalkerde (21,41 %), zwei Teilen Arseniksäure (30,57 %) ein Teil Phosphorsäure (9,47 %) und fünf Teilen Wasser (5,97 %).
Der Name ist eine Zusammensetzung der griechischen Worte κονία [konía] für „Staub, Asche“ und χαλκός [kʰalkós] (schon in der Linearschrift B als [ka-ko] /kʰalkós/ belegt) für „Kupfer“.

## Klassifikation
Bereits in der veralteten 8. Auflage der Mineralsystematik nach Strunz gehörte der Konichalcit zur Mineralklasse der „Phosphate, Arsenate und Vanadate“ und dort zur Abteilung der „Wasserfreien Phosphate mit fremden Anionen“, wo er zusammen mit Adelit, Austinit, Cobaltaustinit, Duftit, Gabrielsonit, Gottlobit, Nickelaustinit und Tangeit die „Adelitgruppe“ mit der System-Nr. VII/B.11b bildete.
Die von der International Mineralogical Association (IMA) zuletzt 2009 aktualisierte 9. Auflage der Strunz’schen Mineralsystematik ordnet den Konichalcit ebenfalls in die Abteilung der „Phosphate usw. mit zusätzlichen Anionen; ohne H2O“ ein. Diese ist allerdings weiter unterteilt nach der relativen Größe der beteiligten Kationen und dem Stoffmengenverhältnis der zusätzlichen Anionen (OH usw.) zum Phosphat-, Arsenat- bzw. Vanadatkomplex RO4, so dass das Mineral entsprechend seiner Zusammensetzung in der Unterabteilung „Mit mittelgroßen und meist großen Kationen; (OH usw.) : RO4 = 1 : 1“ zu finden ist, wo es zusammen mit Adelit, Arsendescloizit, Austinit, Cobaltaustinit, Duftit, Gabrielsonit, Gottlobit, Nickelaustinit und Tangeit die „Adelitgruppe“ mit der System-Nr. 8.BH.35 bildet.
Auch die vorwiegend im englischen Sprachraum gebräuchliche Systematik der Minerale nach Dana ordnet den Konichalcit in die Klasse der „Phosphate, Arsenate und Vanadate“ und dort in die Abteilung der „Wasserfreien Phosphate etc., mit Hydroxyl oder Halogen“ ein. Hier ist er ebenfalls zusammen mit Adelit, Austinit, Duftit-Beta, Gabrielsonit, Tangeit, Nickelaustinit, Cobaltaustinit, Arsendescloizit und Gottlobit in der „Adelitgruppe“ mit der System-Nr. 41.05.01 innerhalb der Unterabteilung der „Wasserfreien Phosphate etc., mit Hydroxyl oder Halogen mit (AB)2(XO4)Zq“ zu finden.

## Kristallstruktur
Konichalcit kristallisiert orthorhombisch in der Raumgruppe P212121 (Raumgruppen-Nr. 19) mit den Gitterparametern a = 7,39 Å, b = 9,226 Å und c = 5,83 Å sowie 4 Formeleinheiten pro Elementarzelle.

## Modifikationen und Varietäten
- Eine bleihaltige Varietät des Konichalcit wird als Parabayldonit bezeichnet.[9]

## Bildung und Fundorte

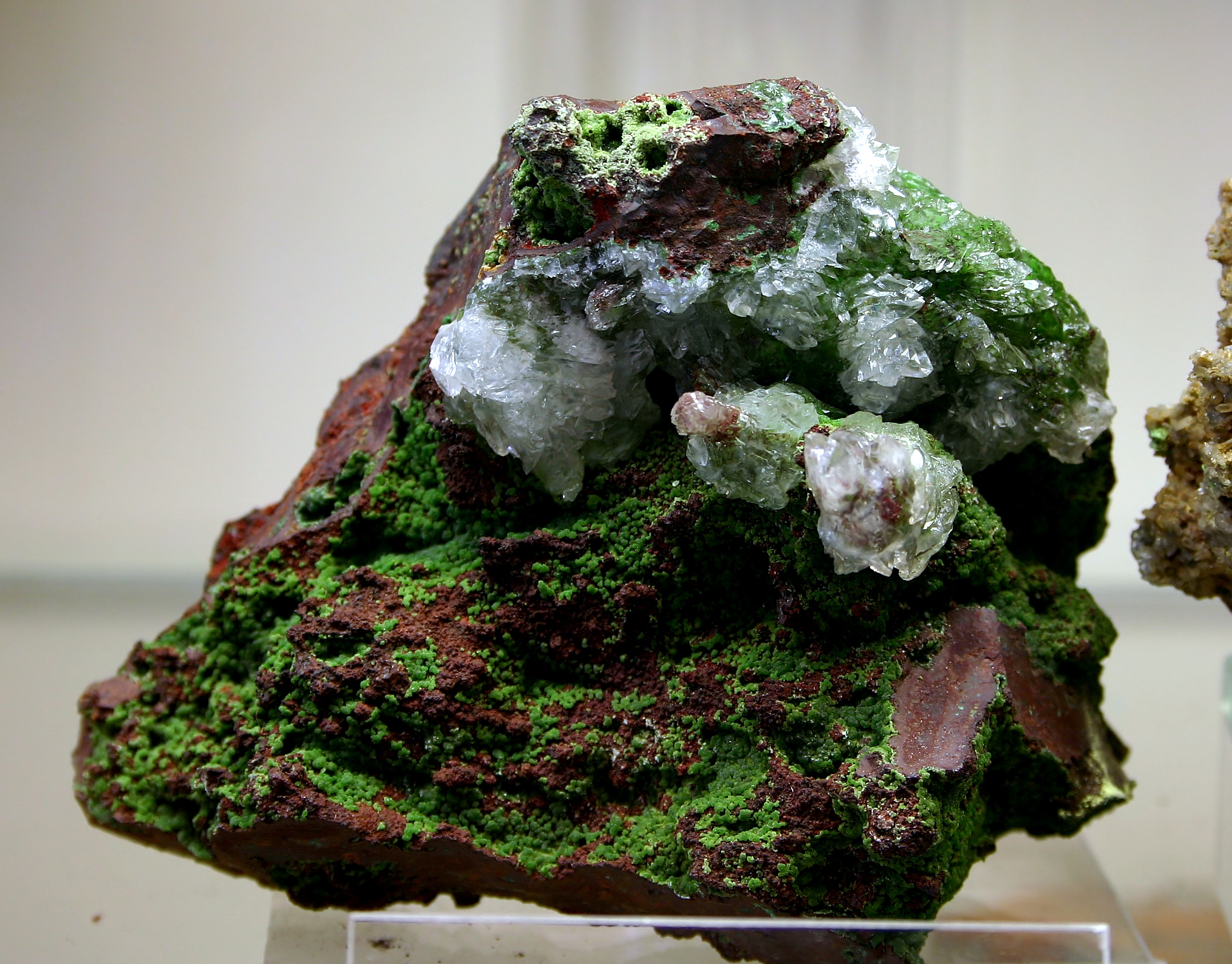
Konichalcitstufe aus Zacatecas, Mexiko (Ausgestellt im Mineralogischen Museum Bonn)

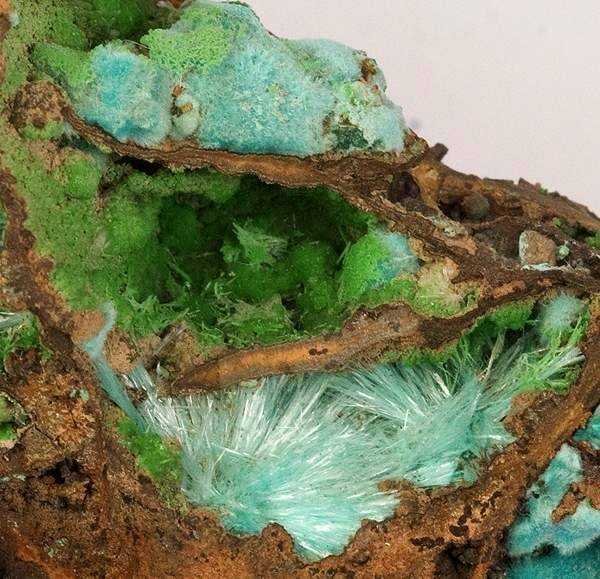
Konichalcit und Rosasit (faserig, blau) aus der Mohawk Mine am Clark Mountain, Kalifornien, USA

Konichalcit ist ein Sekundärmineral, das sich überwiegend in Kupfer-Lagerstätten bildet. Begleitminerale sind unter anderem Austinit, Olivenit, Klinoklas, Libethenit, Ahenevixit, Brochantit, Malachit, Azurit, Jarosit und Limonit.
Gefunden wurde das Mineral bisher (Stand: 2009) in Córdoba, Salta und San Juan in Argentinien; New South Wales, Queensland, Süd- und Westaustralien; Antofagasta, Atacama und Tarapacá in Chile; Baden-Württemberg, Bayern, Hessen, Niedersachsen, Nordrhein-Westfalen, Rheinland-Pfalz, Sachsen und Thüringen in Deutschland; in mehreren Regionen Frankreichs; auf den Kykladen, in Attika und Makedonien in Griechenland; England und Wales in Großbritannien; Irland; Ligurien, Piemont und Sardinien in Italien; Honshū und Kyūshū in Japan; British Columbia in Kanada; Kasachstan; Kirgisistan; Souss-Massa-Daraâ in Marokko; einigen Regionen in Mexiko; Khomas, Oshikoto (Tsumeb), Otavi und Otjozondjupa in Namibia; Kärnten, Salzburg und Tirol in Österreich; Niederschlesien und Woiwodschaft Heiligkreuz in Polen; Russland; Saudi-Arabien; im Kanton Graubünden in der Schweiz; in mehreren Regionen Spaniens; Taiwan; Böhmen und Mähren in Tschechien; Ungarn; sowie Arizona (Higgins-Mine in Bisbee), Nevada (Yerington), Utah (Tintic) und vielen weiteren Regionen der USA.

## Verwendung
Konichalcit hat außer als Mineralprobe keinerlei wirtschaftliche Bedeutung.